# Spoorlijn Montsecret-Vassy - Les Maures
De spoorlijn Montsecret-Vassy - Les Maures was een Franse spoorlijn van Montsecret naar Chaulieu. De lijn was 19,6 km lang.

## Geschiedenis
De lijn werd aangelegd door de Compagnie de chemins de fer de Monsecret à Chérencé-le-Roussel en geopend op 13 februari 1883. Vanaf 1885 werd de lijn geëxploiteerd door de Compagnie des chemins de fer de l'Ouest, nadat deze failliet ging werd dit overgenomen door Administration des chemins de fer de l'État. 
In 1917 werd het personenvervoer gestaakt op het gedeelte tussen Tinchebray en Les Maures, in 1918 werd ook het goederenvervoer op dit gedeelte opgeheven. Tussen Montsecret-Vassy en Tinchebray was er personenvervoer tot 1939, goederenvervoer werd uitgevoerd tot 1964.

## Aansluitingen
In de volgende plaatsen was er een aansluiting op de volgende spoorlijnen:
Montsecret-Vassy
RFN 405 000, spoorlijn tussen Argentan en Granville
Les Maures
RFN 440 000, spoorlijn tussen Vire en Romagny